# Velká nad Veličkou
Velká nad Veličkou – gmina w Czechach, w powiecie Hodonín, w kraju południowomorawskim. Według danych z dnia 1 stycznia 2014 liczyła 2 919 mieszkańców.